# 仮説社
仮説社（かせつしゃ）は、日本の出版社、商社。1973年に竹内三郎によって設立。板倉聖宣や仮説実験授業に関する書籍の出版を中心に、絵本やたのしい授業学派の授業で使える実験道具やおもちゃなども販売。1983年から月刊誌『たのしい授業』を刊行している。なお、仮説実験授業研究会とは別に独自に設立された会社組織である。

## 概要
板倉聖宣の『科学的とはどういうことか』や、仮説実験授業研究会会員である小林眞理子の『煮干しの解剖教室』といった書籍の出版以外に、「歴史を見るモノサシ」といった教材も販売している。同社は事務所と店舗を兼ねており、書籍や教材、おもちゃを購入できる。教員だけでなく親子連れも多く訪れる。国土社を独立した竹内三郎により1973年に創設。1983年から月刊誌『たのしい授業』を刊行し、同誌は誰でも参加できる編集会議が特徴。
西神田、高田馬場を経て、2015年から豊島区の巣鴨、2024年から中野区の東中野に本社兼店舗を構える。2015年までは仮説実験授業研究会の仮説会館と長く同じビルに居を構えていた。2024年現在、代表取締役社長は荒木三奈。株式会社としての法人番号は1011101004581。新春や夏に仮説社フェアを行っており、「やまねこラウンジ」では定期的に講座やものづくり教室が開催されている。

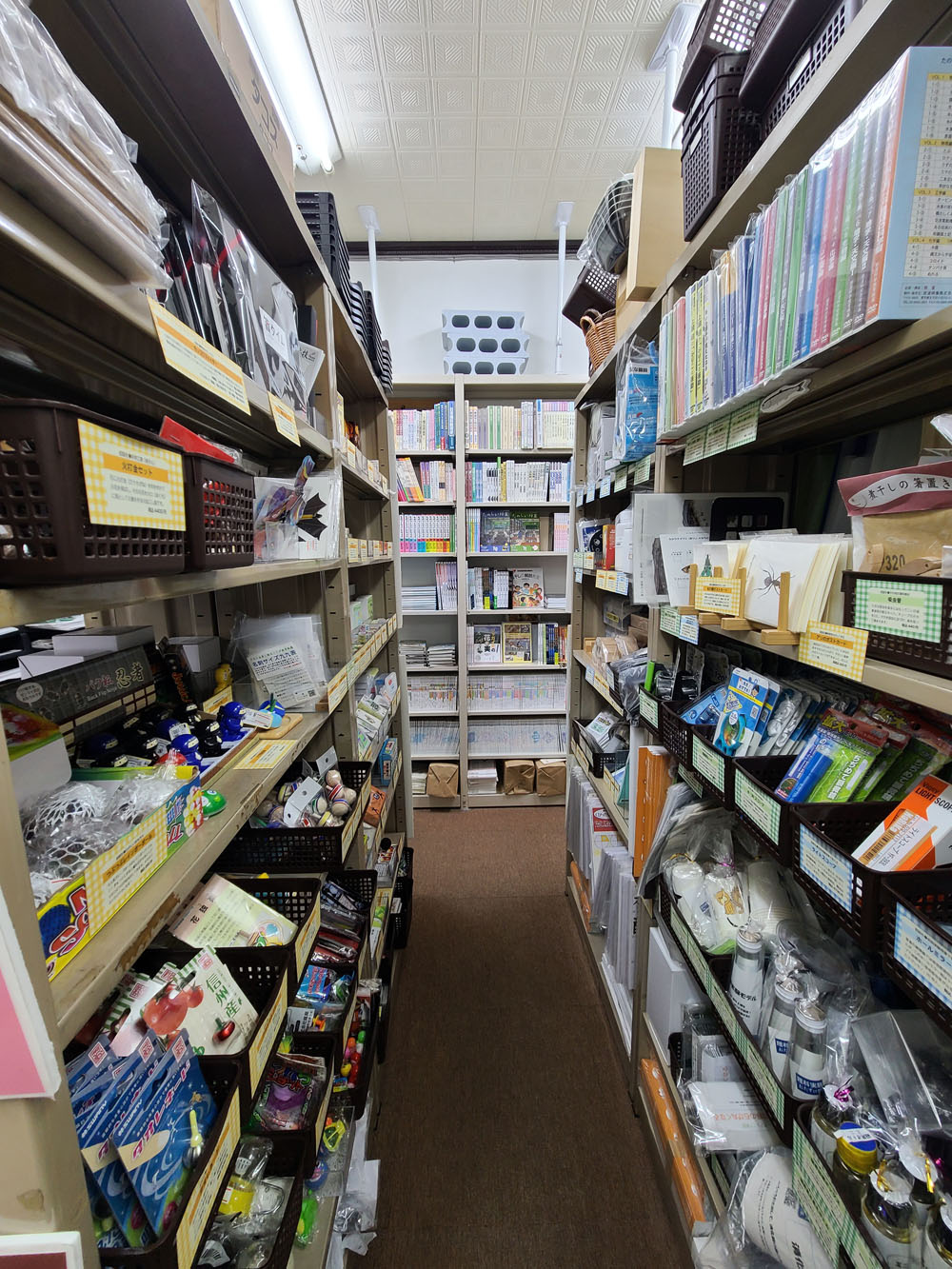
1階の店舗

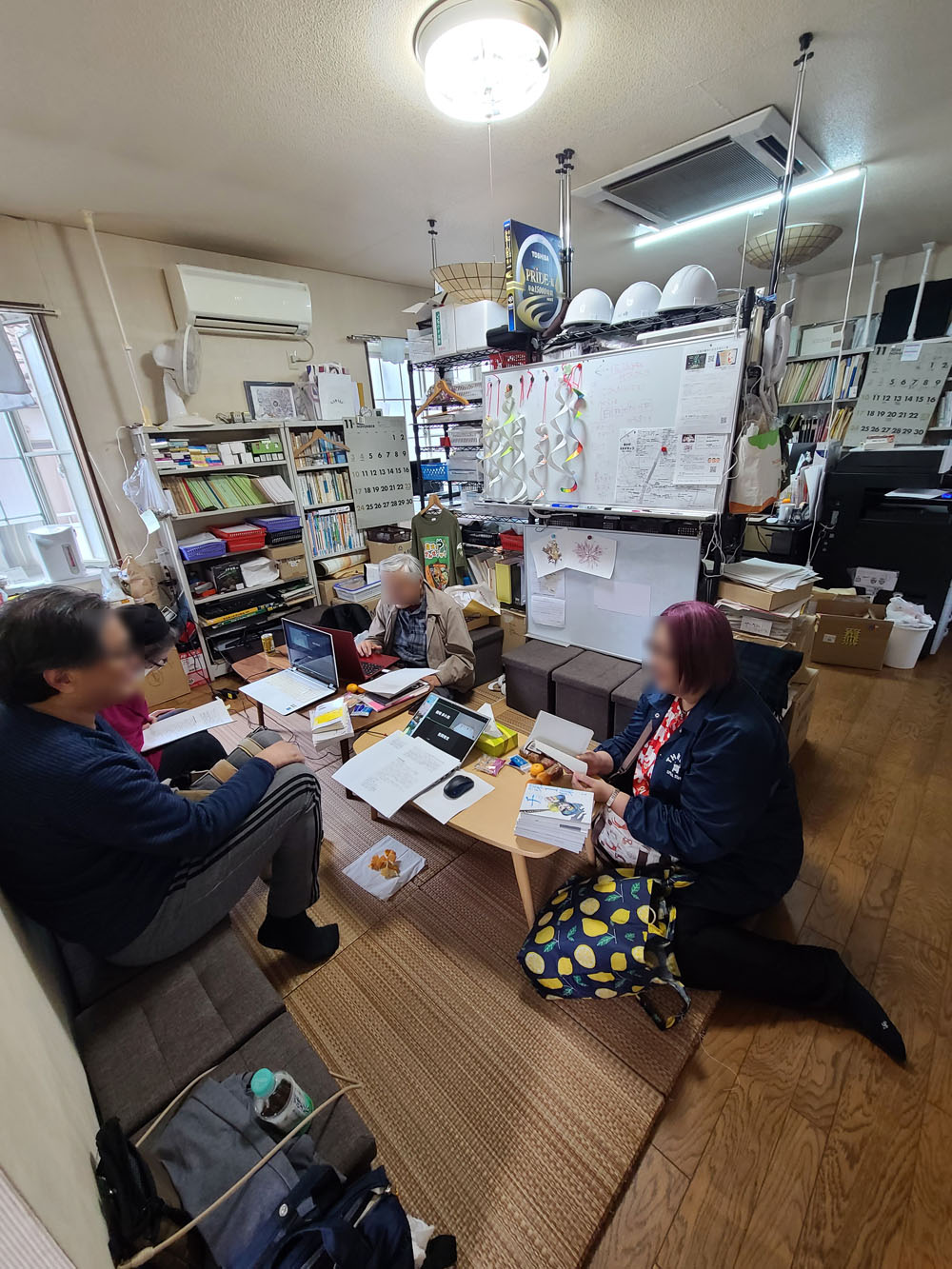
2階のやまねこラウンジと奥の編集部

## 沿革

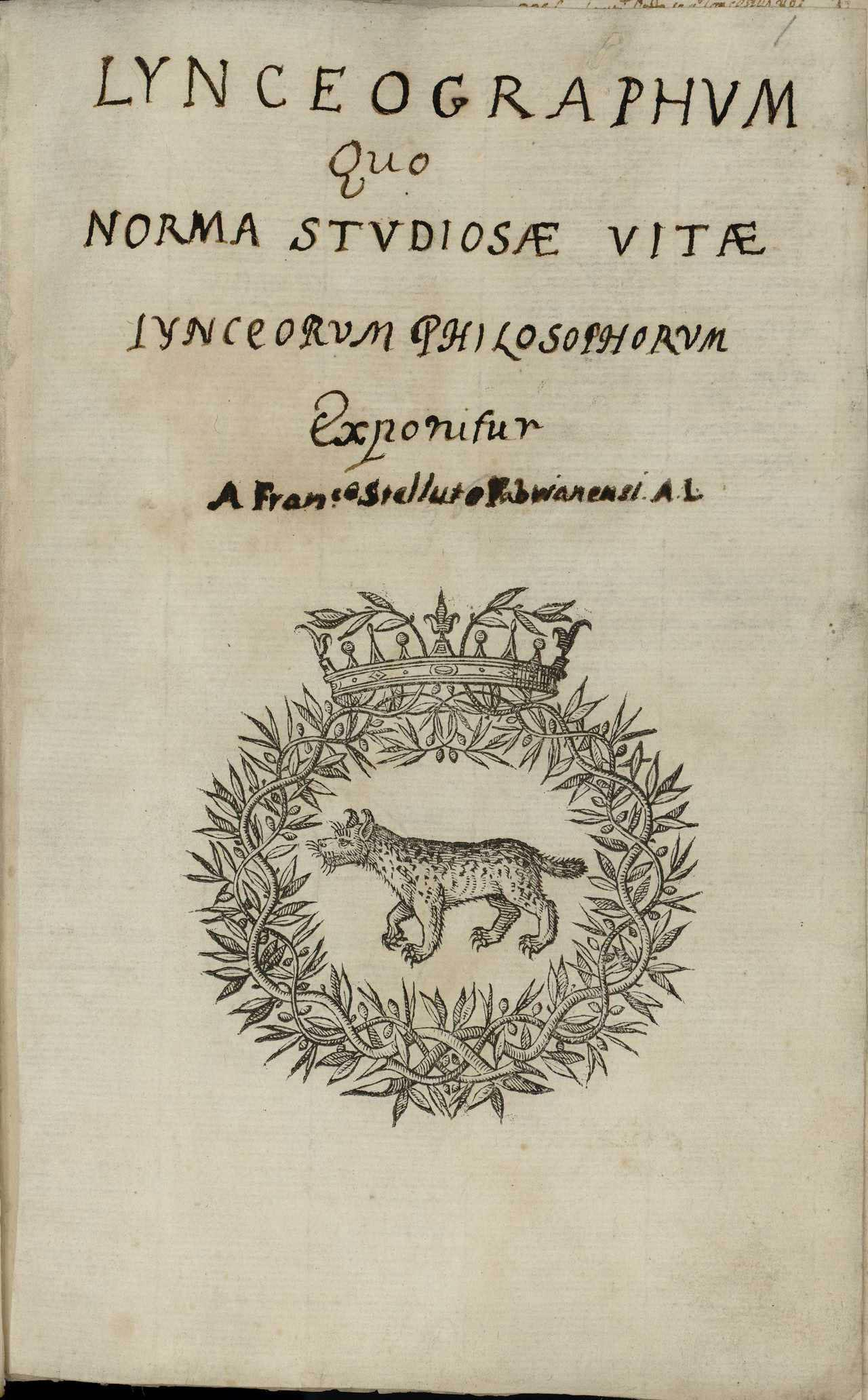
仮説社のロゴにはガリレオが属していた山猫学会の紋章がデザインされて使われている。

- 1973年（昭和48年） - 創業。社長は竹内三郎[8]。
- 1983年（昭和58年）3月 - 月刊『たのしい授業』創刊[11]。
- 1992年（平成4年）3月9日 - 事務所を西神田[23][24]から高田馬場に移転[25][注釈 1]。仮説会館と同じビルに[25][26][27]。
- 2015年（平成27年） - 事務所を豊島区の巣鴨に移転[22]（仮説会館は調布市に移転[37]。）。
- 2016年（平成28年） - 役員交代[38]（川崎浩が社長に、竹内三郎が会長に就任[39]）。
- 2018年（平成30年） - 営業日変更[30]。
- 2024年（令和6年）　- 代表取締役に荒木三奈、会長に川崎浩が就任。同年4月号から『たのしい授業』誌をB5版からA5版に変更するとともに、編集体制も一新した[40][1][41]。
- 2024年（令和6年）7月 - 巣鴨から東京都中野区東中野に本社移転[4][2]。

## 刊行物

### 代表的な書籍
- 『科学的とはどういうことか』板倉聖宣 著、1978年、ISBN 4773500166（新版 2018年、ISBN 9784773502923）。
おもりの入った箱におもりの入っていない箱を乗せて持たせてみると、おもりの入った箱を1個だけ持った時よりも軽く感じるといった実験結果[14]や、複数の月の見え方の図を示し、通常の月の満ち欠けを示した図を選ばせる問題[15]、卵立ての実験[42]などが紹介されている。疑似科学やオカルトに騙されないための参考図書としても推奨されている[13]。

- 『煮干しの解剖教室』小林眞理子 著、泉田謙 写真、こばやしちひろ 絵〈オリジナル入門シリーズ 6〉、2010年7月、ISBN 9784773502213
煮干しの解剖は2004年3月の『たのしい授業』で紹介されており、カタクチイワシの煮干しから水晶体、脳、エラ、心臓、胃、骨を取り出し、体の仕組みを学ぶもの[43][44][45]。本書は夏休みの自由研究のヒントとして、図書館[17]や新聞[45][46]で紹介されることもある。小学生の読書感想文の題材にも選ばれ、第58回青少年読書感想文全国コンクールでは同書の感想文が「毎日新聞社長」を受賞している[18]。煮干しの解剖は、サイエンスカフェ[47]やイベント[48]でも用いられた。平成22年度には厚生労働省の社会保障審議会推薦・児童福祉文化財に推薦されており、平成23年度「子どもたちに読んでほしい本」では特別推薦された[49]。同年度（2011年度）児童福祉文化賞推薦作品（出版物部門）[44]。

- 『増補版 日本理科教育史』板倉聖宣 著、2009年、ISBN 9784773502121[50]
1968年に第一法規から出版された『日本理科教育史』の増補版で、日本の理科教育の年表も記載されている[51][52]。年表は旧版だと1965年までの記述であり、増補版は1945年以降の記述が大幅に補填されている[51]。2010年のパピルス賞受賞作[53]。

- 『模倣の時代 上』板倉聖宣 著、1988年、ISBN 978-4773500745。
- 『模倣の時代 下』板倉聖宣 著、1988年、ISBN 978-4773500769。
脚気論争（日本の脚気史）を題材とした小説[54][55]。武蔵国分寺公園クリニック院長の名郷直樹は「実際の論文を明確に引用するなど、圧倒的に実証的」と評価している[55]。

といったもののほか、
- 『歴史の見方・考え方』板倉聖宣 著、1985年〈いたずら博士の科学教室 3〉、ISBN 4773500646[56]。
- 『かわりだねの科学者たち』板倉聖宣 著、1987年、NCID BN01556166[57]
- 『日本における科学研究の萌芽と挫折 ―近代日本科学史の謎解き―』板倉聖宣、中村邦光、板倉玲子 著、1990年、NCID BN04953821[58]。
- 『誤字等の本』馬場雄二 著、1993年、ISBN 4773501073[59][注釈 2]。
- 『科学者伝記小事典 ― 科学の基礎をきずいた人びと ―』板倉聖宣 著、2000年、ISBN 4773501499（改定増補版、2009年、ISBN 9784773501490）[60]。
- 『科学と科学教育の源流 ― いたずら博士の科学史学入門 ―』板倉聖宣 著、2000年、ISBN 4773501464[61]。
- 『わたしもファラデー ― たのしい科学の発見物語 ―』板倉聖宣 著、2003年、ISBN 4773501758[62]。
- 『原子論の歴史 上下』板倉聖宣 著、2004年、NCID BA66697773[63][注釈 3]。
- 『「子」のつく名前の誕生』橋本淳治、井藤伸比古 著、ISBN 9784773502268[64]
- 『きみは宇宙線を見たか』山本海行、小林眞理子 著、ISBN 9784773502855[65]。
- 『入門・日本国憲法と三権分立』竹田かずき、長岡清 著、ISBN 9784773502169[66]
- 『新版 もしも原子がみえたなら』板倉聖宣 著、さかたしげゆき 絵、2008年、ISBN 9784773502107[67][注釈 4]。
- 『うみがめぐり ― THE SEA AROUND US ―』かわさきしゅんいち 著・画、2017年、ISBN 9784773502824[68]。
- 『あさ (先生からきみへ 1)』扇野 剛 著、羽尻 利門 絵、2022年、ISBN 9784773503036。
- 『こくご (先生からきみへ 2) 』扇野 剛 著、やまもとななこ 絵、2022年、ISBN 9784773503203。
- 『霧箱で見える放射線と原子より小さな世界』山本海行 著、2023年3月、ISBN 9784773503326。

といった書籍もある。

### シリーズ
シリーズとして、
- 〈授業書研究双書〉シリーズ - 『光と虫めがね』1988年、『磁石・ふしぎな石』1989年、など[69]。
- 〈いたずら博士の科学教室〉シリーズ - 『科学的とはどういうことか』板倉聖宣 著、1978年（新版 2018年）など[70]。
- 〈社会の科学入門シリーズ〉 -『日本歴史入門』1981年、『世界の国旗』1990年、など[71]。
- 〈科学教育古典双書〉シリーズ - 『科学する人々への訴え』[注釈 5]、など[72]。
- 〈ものの見方考え方シリーズ〉 - 『発想法かるた』1992年3月、『新哲学入門』1992年4月[73]。
- 〈やまねこ文庫〉シリーズ - 『白菜のなぞ』1994年、『ちいさな原子論者たち』1998年、など[74]。
- 〈ミニ授業書〉シリーズ - 『焼肉と唐辛子』1988年、『タネと発芽』2005年、『オリンピックと平和』2012年、など[75]。
- 〈オリジナル入門シリーズ〉 - 『地球ってほんとにまあるいの?』1983年、『ハングルを読もう』2003年、など[76]。
- 〈新総合読本〉シリーズ - 『なぞとき物語』1997年、『社会の発明発見物語』1998年、など[77]。
- 〈サイエンスシアターシリーズ〉 - 『みじかな分子たち』2001年、『吹き矢の力学』2005年、など[72][注釈 6]。
- 〈やまねこブックレット〉シリーズ - 『裁かれた進化論』2013年、『コペンハーゲン精神』2013年、など[79]。
- 〈やまねこブックレット教育〉シリーズ - 『いじめられるということ』2014年、『カードゲームでたのしい授業』2016年、など[80]。
- 〈科学新入門〉シリーズ - 『大きすぎて見えない地球小さすぎて見えない原子』、『迷信と科学』[81]。
- 〈ビーカーくんとそのなかまたち〉シリーズ - 『ビーカーくんと放課後の理科室』うえたに夫婦 著、2017年[82]。
- 〈海のナンジャコリャーズ 〉『われから』青木 優和 著、 畑中 富美子 絵、2019年。『わかめ』青木 優和 著、 畑中 富美子 絵、 田中 次郎 監修、2020年。『うに』吾妻 行雄 著、青木 優和 著、畑中 富美子 絵、2022年。

などが刊行されている。なお、〈やまねこブックレット〉シリーズには
- ガリレオ・ガリレイ 原著『望遠鏡で見た星空の大発見』板倉聖宣 訳、2013年1月、ISBN 9784773502398。
- 寺田寅彦 著『災害と人間 ― 地震・津波・台風・火災の科学と教育 ―』2015年12月、ISBN 9784773502657。

のような書籍もある。

### 『たのしい授業』
1983年から板倉聖宣を編集代表として、月刊『たのしい授業』（NCID AN10120924）が創刊されている。略称は『たの授』。同誌には各地で開催される仮説実験授業研究会のサークルの月例会や入門講座、フェスティバル、講演会の案内が掲載されている。なお、創刊号は第0号として1983年3月3日に発行されている。出版界の慣習と異なり3月3日発売を3月号とするとともに、年度初めの4月号を第1号とするために創刊号を第0号にしたという。
また、毎月第4土曜日の公開編集会議は誰でも参加でき、2015年の移転までは仮説社に隣接していた仮説実験授業研究会の仮説会館（建物ではなくビルのフロア）で開催されていた。2008年に創刊35周年を迎えた際には、値上げが実行されている。2016年に編集代表であった板倉が入退院を繰り返し、2017年には『たのしい授業』の継続が危ぶまれたが、竹内三郎は発刊継続の方針を打ち出した。2020年1月で第500号に到達している。
たのしい授業編集委員会の編集によるものとして、
- 『実験観察自由研究ハンドブック』[91]
初版 - 1997年7月、ISBN 4773501294。第2版 - 2004年8月、ISBN 4773501804。
- 『教室の定番ゲーム』[92]
『たのしい・お手軽・い～フンイキ』 - 1995年4月、ISBN 4773501227。『2 子どもも大人もイ～雰囲気』 - 2001年10月、ISBN 4773501596。
- 『ものづくりハンドブック』第1-10号（NCID BN14562842）
ものづくりやおもちゃ、あそびや実験について、『たのしい授業』に掲載されたものから選出されて掲載されている[83][93]。

が出版されている。

### 仮説実験授業関係
仮説実験授業に用いられる「授業書」は仮説社が独占的に販売している。また、仮説実験授業研究会の『仮説実験授業研究』（1974-77年、全12集）、『授業科学研究』（1979年-1982年、全12集）、『科学入門教育』（1983年-1987年、全12集）、『仮説実験授業研究 第3期』（1989年7月-、既刊11集）といった機関紙・研究誌が仮説社から出版されたが、2013年12月発行の『仮説実験授業研究第3期 11集』以来中断している。加えて
- 『仮説実験授業のABC ― 楽しい授業への招待 ―』板倉聖宣 著。
1977年に出版され（NCID BN07722723）、その後増補版（第2版）が1980年（NCID BN07722723）、改定3版が1984年（NCID BN02383766）、第4版が1997年（NCID BA30246069）、第5版が2011年（NCID BB07748187）と、随時改訂されている。仮説実験授業の入門書であり、仮説実験授業研究会の取り組みについても記されている[36][86]。

といった入門書や、〈授業書研究双書〉や〈ミニ授業書〉といったシリーズも刊行している。
なお、授業書のデジタル化が行われおり、デジタル版授業書として「空気と水」、「足はなんぼん？」、などが販売されている。

## 教材、実験器具、おもちゃ
仮説社は教材、実験器具、おもちゃの販売、取次も行っており、
- 「歴史を見るモノサシ」
30センチメートルのものさしに、日本の時代区分や世紀が記されている[9][10][103]。1.5センチメートルが1世紀に相当する[103]。時代の移り変わりに伴い長さは少しずつ更新されている[9]。岡山県の木浪健二郎により考案され[104][9]、武田芳紀によって『たのしい授業』でも紹介されている[104]。時には企業から万単位の発注を受けて断ることもあったという。発売が始まって約20年が経過した2007年の時点で、年間400本ほどを売り上げている[9]。

といった商品に加え、「ソーラースタンプ」「地球モデルの気球」「ミラクルボウル」「原子の立体周期表」「スライド〈花と実〉」「ライトスコープ」「都道府県漢字パズル」「ことわざカルタ」「和英ことわざかるた」「漢字の宝島」「教訓茶碗」「分子模型定規」「モルプレート」などを扱っていた。21世紀には
- 「お家で『煮干しの解剖』体験セット 煮干し入り」
煮干しから内臓など各部位を取り出し、台紙の指定された場所にセットしていく[109]。（『煮干しの解剖教室』も参照）なお、関連商品として「煮干しスプーン」も発売されている[110]

- 「世界一美しい周期表 したじき」
英語名は「The Most Beautiful Periodic Table in the World」で、写真入宇りの元素周期表。写真はセオドア・グレイ（英語版）によるもので、ニホニウムも掲載されている[10][111]。

といったものも取り扱っている。

## メディア教材・ソフト
- DVD版岩波科学教育映画選集〈たのしい科学教育映画シリーズ〉（NCID BA69460169）
かつて岩波映画製作所が制作したフィルム映像を、岩波映像がDVDとして復刊したもの[112]。企画・構成は牧衷が担当し、化学編（1、2）、物性編、静力学編（1、2）、電気・磁気編、力学編、生物編の全8巻構成になっている[113]。本シリーズは2004年と2009年に分けて制作されており、仮説社が販売を担当[113][112]。2022年に岩波映像が解散しているが、在庫を仮説社で引き継いでいる[114]。なお、2010年に日本科学未来館で岩波科学教育映画「力のおよぼしあい」を用いた理科教室が開催された際には、岩波映像や東京大学大学院情報学環 記録映画アーカイブプロジェクト、記録映画保存センターとともに、仮説社も協力している[115]。

- 科学教育アプリ「もしも原子がみえたなら」
絵本『もしも原子がみえたなら』を題材に、林戸研究所が制作した電子教材[67]。気体分子運動や水の蒸発のシミュレーション映像もある[67]。iOSのアプリもあるが、パソコン用ソフトの販売を仮説社が手掛けている[67]。

## その他
社章はアッカデーミア・デイ・リンチェイ（Accademia dei Lincei）の紋章で、『たのしい授業』第229号（2000年8月号）までは読者カードの切手を貼る部分がこのマークであった。「お客様口座」の名前にも「山猫クラブ（やまねこクラブ）」を使用しており、「やまねこ文庫」や「やまねこブックレット」「やまねこブックレット教育」というシリーズがある。
仮説社が設けるラウンジの名称も「山猫ラウンジ」であり、毎月第二金曜日の夜（18:00-20:30）に「やまねこラウンジ講座」を、土曜日の13:00-16:00に「やまねこラウンジ土曜講座」を開催している。重弘忠晴による「教育史の中の仮説実験授業」といった講座や、木下富美子による授業実践講座「漢字の授業」、さらには「一弦ギターを作ろう」や「幸せの青い蝶・松ぼっくりペンダントを作ろう」といったものづくり企画も開催され、2023年には「やなねこラウンジ科学教室」も企画されている。2024年7月の東中野移転後もやまねこラウンジが設置されている。
1992年3月9日に移転した際、引っ越し記念かつお披露目として「仮説社フェア」を開催。その後も、「夏の仮説社フェア」や「新春仮説社フェア」を開催している。フェアでは新刊紹介やものづくり体験講座が開かれる。なお、2016年3月には、関係者向けに落語や手品ショー、飲食を伴う「仮説社・史上最大の祭り」を開催。業績や役員交代を報告している。また、近隣のイベントに出店したり、ものづくり講座を出展することもあり、文京区の「千石たまご荘」で開かれた親子連れが集まるイベントでは「煮干しの解剖」教室を実施している。

## 人物

### 竹内三郎
国土社で仮説実験授業研究会の研究誌『科学教育研究』に携わり、1972年には犬塚清和の著書『教師6年プラス1年―ぼくの仮説実験授業―』（つばさ書房）の出版に尽力。その後仮説社を設立し、同社の社長、会長を歴任した。2018年に板倉聖宣が死去した際は、仮説実験授業研究会の代表代行に就任している。「やまねこラウンジ講座」や「やまねこラウンジ土曜講座」では、企画運営を担当。教育史研究者の小野健司に対しては、石井勲の漢字教育について示唆を与えている。

### 川崎浩
『煮干しの解剖教室』の編集担当で、2023年度まで仮説社の代表取締役社長を務めた。2015年に「NIKKEI STYLE」で自由研究の題材を特集する企画が組まれた際には、専門家として題材の提案やコメントを行っている。三鷹ネットワーク大学を会場として2017年12月13日に開かれた「サイエンスカフェみたか」では、考案者の小林眞理子とともに「煮干しの解剖教室」と題してサイエンスカフェ講師を担当している。

### 板倉聖宣
1983年の創刊から2018年2月の死去まで、『たのしい授業』の編集代表を務めた。詳細は「板倉聖宣」を参照。没後には
- 『板倉聖宣の考え方 ― 授業・科学・人生 ―』板倉聖宣、犬塚清和、小原茂巳 共著、2018年8月、ISBN 9784773502886。
- 『板倉聖宣とその時代〈第1巻〉東京・下町の少年』重弘忠晴 著、2019年7月、ISBN 9784773502985。

といった書籍が仮説社から刊行されている。